# SN 2010ds
SN 2010ds – supernowa odkryta 22 maja 2010 roku w galaktyce IC4840. W momencie odkrycia miała maksymalną jasność 16,40m.